# Хакім Кає-Казім
Хакім Кае-Казім (англ. Hakeem Kae-Kazim, нар. 1 жовтня 1962, Лагос) — британський актор нігерійського походження. Найбільш відомий за роллю містера Скотта в телесеріалі «Чорні вітрила» про «золоту добу піратства».
Має коріння йоруба.

## Раннє життя та освіта
Кає-Казім народився 1962 року в Лагосі, Нігерія, де провів раннє дитинство; потім його сім'я переїхала до Лондона в Англії. Він почав цікавитися акторською грою, коли брав участь у шкільних спектаклях та постановках Національного юнацького театру. Тоді він виявив у собі «любов до театру, до акторської гри» . Кає-Казім навчався в театральній школі «Олд Вік» у Брістолі, завершивши навчання в 1987 році. Після випуску йому було запропоновано місце у трупі Королівської шекспірівської компанії.

## Кар'єра
Після роботи в Королівському національному театрі з Браяном Коксом та Іеном Маккеланом, Хакім Кае-Казім став з'являтися на британському телебаченні, зігравши в «Чисто англійському вбивстві», «Випробуванні та відплаті», а також у багатьох епізодах популярного серіалу « Хілл». Він переїхав до Південної Африки, де став відомим телевізійним та кіноактором. Роль Джорджа Рутаганда у фільмі «Готель «Руанда»», номінованому на «Оскар», принесла йому міжнародну популярність.
Після успіху «Готелю „Руанда“» Кає-Казім переїхав до Лос-Анджелеса, що надавало більше кар'єрних можливостей. Він знявся у фільмі «Капкан часу» та «Лінія фронту» до того, як отримав роль капітана Жокара у успішному фільмі «Пірати Карибського моря: На краю світу». Після цього він знявся в блокбастері «Люди Ікс: Початок. Росомаха» .
Кає-Казім зіграв у багатьох хітових телесеріалах, серед яких числяться такі шоу, як «Загублені», «Закон і порядок: Спеціальний корпус» та «Мислити як злочинець». У сьомому сезоні культового серіалу «24 години» та телефільмі «24 години: Спокута» він виконав роль полковника Айка Дубаку. Він також з'явився в телесеріалах «Ґотем» та «Домініон», проте найтривалішою роллю на телебаченні став містер Скотт у телесеріалі « Чорні вітрила». Говорячи про свого персонажа, він повідомив, що містер Скотт заснований на піраті Чорний Цезар.
У 2016 році Кає-Казім зіграв роль Семпсона в міні-серіалі «Корні», заснованому на однойменному романі Алекса Хейлі. 2017 року знався в фільмі «24 години на життя».